# مجله مهاباد
 ماهنامه مهاباد یک ماهنامه کردی و فارسی است، بە مدیر مسئولی احمد بحری است که پنجم هر ماه شمسی به چاپ می‌رسد. مهاباد از جمله باسابقه‌ترین مجلات کردی در ایران است.
دفتر مجله در شهر مهاباد واقع است.
درون مایهٔ کلی مجله مهاباد فرهنگی، ادبی، اجتماعی است. از جمله کسانی که در مهاباد به انتشار کارهایشان پرداخته‌اند، می‌توان به خسرو سینا اشاره کرد.
اولین شماره این مجله در سال ۱۳۷۹ به چاپ رسید.